# لشکر ۵۶ پیاده (کره جنوبی)
لشکر ۵۶ پیاده کره جنوبی (انگلیسی: 56th Infantry Division) لشکر پیاده‌نظام نیروی زمینی جمهوری کره است، که در سال ۱۹۸۴ تأسیس شد.
لشکر ۵۶ پیاده یک تشکیلات نظامی از ارتش کره جنوبی است. لشکر ۵۶ تابع فرماندهی دفاع پایتخت است و ستاد فرماندهی آن در شهر گویانگ، استان گیونگی-دو قرار دارد. مسئولیت آن دفاع از سئول و آموزش سربازان است.